# Kurt Zaro
Kurt Zaro (Essen, 9 januari 1929 – 30 november 2001) was een Duitse voetballer die als een van de eerste buitenlanders zijn intrede deed in de Nederlandse eredivisie, na Milan Nikolić (PSV). De aanvaller speelde 83 wedstrijden voor Willem II (1957-1960) en maakte daarin 27 doelpunten.
Willem II haalde Zaro weg bij het Italiaanse Triestina Trieste, waar hij in het seizoen 1955/56 aan zijn tweede buitenlandse club bezig was, na Genoa CFC. Eerder speelde hij in eigen land voor Schwarz-Weiß Essen en Rot-Weiss Essen. Na zijn dienstverband in Tilburg keerde Zaro terug naar zijn Heimatverein ETB Schwarz-Weiß Essen, waarvoor hij twee seizoenen speelde. Daarna versleet de Duitser nog vier clubs in Zwitserland: FC Schaffhausen, Young Fellows Zürich, FC Lugano en FC Solothurn.
Zaro stond bekend als een verfijnd technicus, met een moeilijke persoonlijkheid richting zijn teamgenoten en bij tijd en wijle lui.